# Fiori musicali

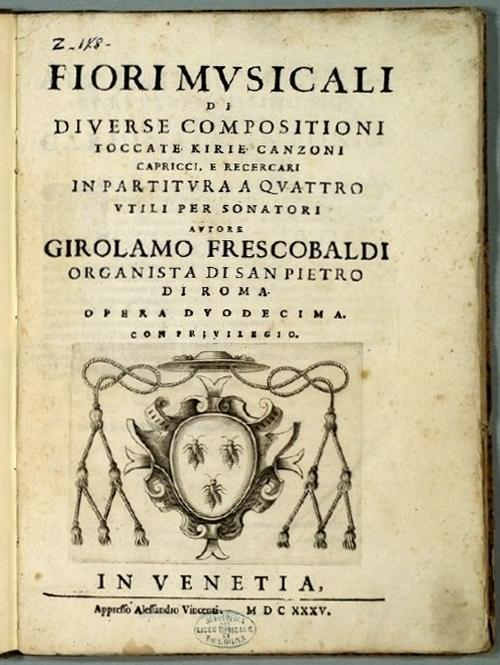
Page de titre de la première édition des Fiori musicali (1635).

Fiori musicali (Fleurs musicales) est le titre d'un recueil de 47 pièces liturgiques pour l'orgue de Girolamo Frescobaldi, publié pour la première fois en 1635. Il comprend trois messes pour orgue et deux capriccios profanes. Ces œuvres avaient été composées d'après le Cæremoniale episcoporum jussu Clementis VIII, dit cérémonial de Clément VIII, et sorti par le Saint-Siège en 1600. Généralement considérées comme une des œuvres les plus accomplies de Frescobaldi, les Fiori musicali ont influencé les compositeurs postérieurs pendant au moins deux siècles. Johann Sebastian Bach les admirait et on en retrouve des parties dans le célèbre Gradus ad Parnassum, savant traité de contrepoint publié en 1725 par Johann Joseph Fux qui fit autorité jusqu'au XIXe siècle.

## Historique

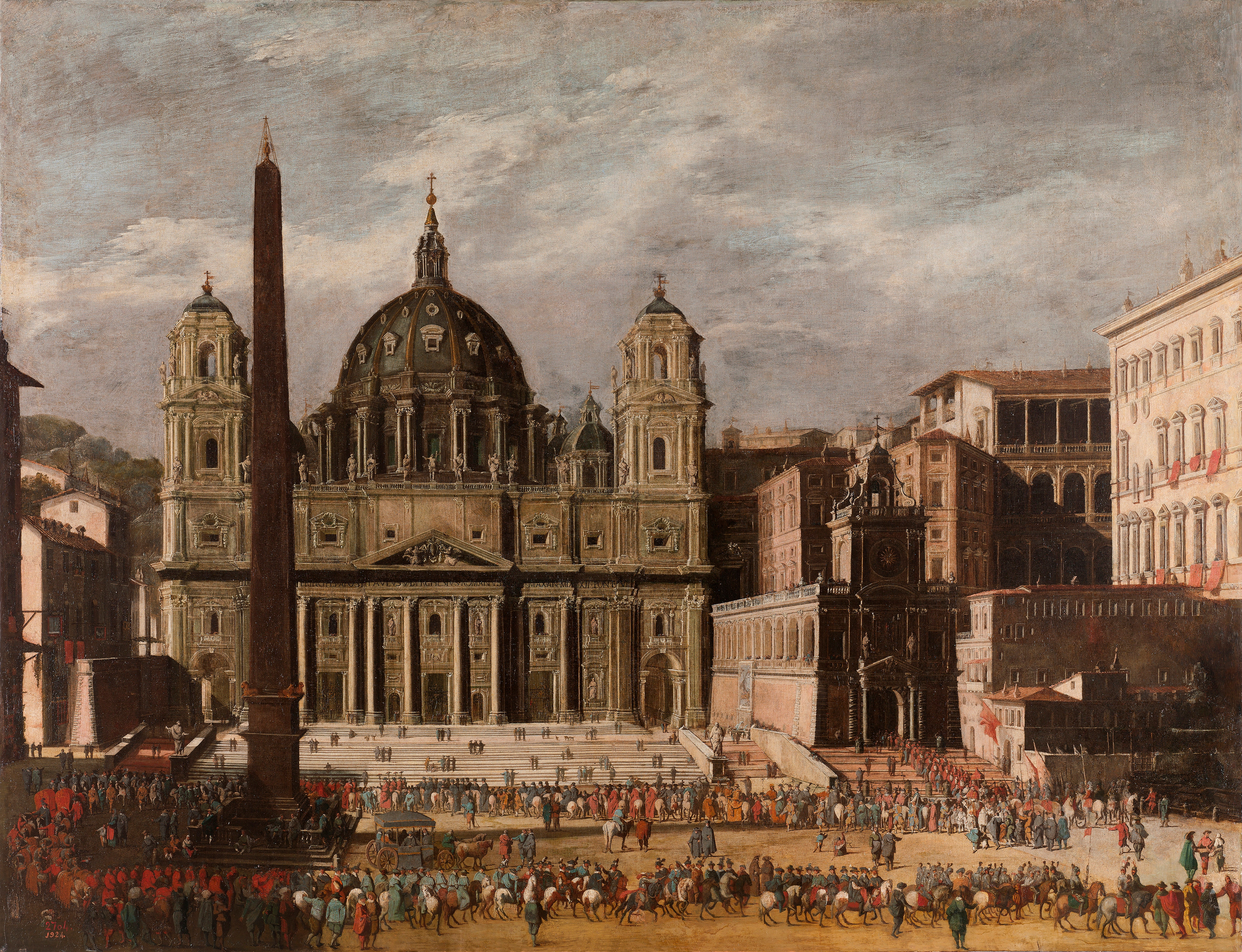
Tableau de 1630 représentant la basilique Saint-Pierre de Rome ; Frescobaldi y travaillait lors de la publication des Fiori musicali.

Les Fiori musicali furent publiées à Venise en 1635. À cette époque, Frescobaldi était organiste de la basilique Saint-Pierre de Rome, sous le patronage du pape Urbain VIII et de son neveu le cardinal Francesco Barberini. Elles ont peut-être été composées comme musique destinée à l'exécution à la basilique Saint-Marc de Venise ou pour quelque autre église importante. Le recueil fut imprimé par Giacomo Vincenti, le célèbre éditeur qui avait déjà réimprimé des capriccios de Frescobaldi, et dédié à « il Signore Cardinale Antonio Barberino », frère cadet du cardinal.
Le titre complet est : Fiori musicali di diverse compositioni, toccate, kirie, canzoni, capricci, e recercari, in partitura a quattro, utili per sonatori (Opera duodecima). L'abréviation Fiori musicali devint habituelle dès le XVIIe siècle et fut utilisée par des musiciens tels que Felice Anerio, Antonio Brunelli, Ercole Porta, Orazio Tarditi.
Avant les Fiori musicali, Frescobaldi n'avait encore publié, en matière de musique liturgique, que son Secondo libro di toccate de 1627. Tous les autres recueils du maître se concentraient sur divers genres profanes : fantasias, canzonas, capriccios, toccatas, variations. La messe pour orgue en était encore à ses débuts et les musiciens publiaient rarement de telles musiques. Bien que les compositeurs du XVIe siècle aient composé de la musique liturgique, les formes qu'ils utilisaient étaient fort différentes de ce qui devait se pratiquer au siècle suivant. Les premiers exemples au début du XVIIe siècle contiennent les recueils Choro et organo (trois messes et divers versets) de Bernardino Bottazzi en 1614 et L'organo suonarino (une messe) de Adriano Banchieri en 1622.
En France, vers la même époque, c'est Jehan Titelouze qui publia ses œuvres en 1623 et 1626, mais les messes pour orgue caractéristiques de la tradition française ne devaient apparaître que plus tard avec Nivers, Lebègue, Gigault. En Italie, après Frescobaldi, plusieurs collections apparurent : les Ricercari [...] e versi per rispondere nelle messe de Giovanni Salvatore (1641), les Frutti musicali de Antonio Croci (1642), et le volumineux Annuale de Giovanni Battista Fasolo (1645) ; chacun de ces recueils contient trois messes, comparables à celles de Frescobaldi.

## Contenu
| Partie de la messe                          | Messa della Domenica (Orbis factor)           | Messa delli Apostoli (Cunctipotens Genitor Deus)                                   | Messa della Madonna (Cum jubilo)                              |
| ------------------------------------------- | --------------------------------------------- | ---------------------------------------------------------------------------------- | ------------------------------------------------------------- |
| Avanti la Messa (avant la messe)            | Toccata                                       | Toccata                                                                            | Toccata                                                       |
| Kyrie, Christe                              | 12 versets                                    | 8 versets                                                                          | 6 versets                                                     |
| dopo l'epistola (Graduel, après l'épître)   | Canzona                                       | Canzona                                                                            | Canzona                                                       |
| dopo il Credo (après le Credo - Offertoire) | Ricercar                                      | Toccata e Ricercar (Recercar Chromaticho post il Credo), Ricercar (Altro recercar) | Ricercar, Toccata e Ricercar (Recercar con obligo di cantare) |
| per l'Elevazione (pendant l'Élévation)      | Toccata (Toccata cromaticha per le Levatione) | Toccata (per le levatione), Ricercar (Recercar con obligo del Basso come apare)    | Toccata (per l'elevatione)                                    |
| post il Communio (après la Communion)       | Canzona                                       | Canzona (Canzon quarti toni)                                                       |                                                               |

Le volume est complété par deux pièces à caractère profane, une Bergamasca (Chi questa Bergamasca sonara non pocho imparera [Celui qui jouera cette bergamasque n'apprendra pas rien qu'un peu]), et un Capriccio sopra la Girolmeta.